# Argyrogramma omicron
Argyrogramma omicron är en fjärilsart som beskrevs av Jacob Hübner 1827. Argyrogramma omicron ingår i släktet Argyrogramma och familjen nattflyn. Inga underarter finns listade i Catalogue of Life.